# Vargas Fernandes
Eduardo Moreira Fernandes (nascido em 21 de agosto de 1977), mais conhecido como Vargas, é um futebolista cabo-verdiano que atuou como extremo esquerdo.

## Carreira
O seu primeiro clube foi o Sporting Clube da Praia em sua terra natal, ele levaria a vencer as regionais de 1998. Em 2000, jogou em Portugal, o primeiro clube das cinco temporadas seguintes foi o Gil Vicente na SuperLiga portuguesa. Lá jogou como meio-campista em diferentes clubes, na temporada 2004-05, jogou no FC Alverca que estava na baixa Liga de Honra (Liga de Honra). Com o clube, Vargas Fernandes chegou à segunda divisão da Segunda Liga, mas dispensou-o por problemas financeiros. Ele foi um dos primeiros cabo-verdianos a jogar com um clube finlandês do norte em Tampere e jogou com o Tampereen Peli-Pojat-70 que estava na Segunda Divisão, ele marcou dois gols, uma temporada depois ele passou as próximas quatro temporadas em Portugal, depois do seu regresso, jogou no Moreirense, Portimonense, Gondomar e Olvieirense, dos golos que marcou, só marcou um com o Portimonense, cada um na Segunda Liga. Em 2009, tornou-se no primeiro cabo-verdiano a jogar num clube azeri, o Standard Sumgayit, no início da temporada, Valdas Ivanauskas foi treinador. Após o final da temporada, o clube era décimo primeiro e foi rebaixado para a segunda divisão nacional, onde não marcou um único gol. Vargas voltou ao seu país para jogar no Sporting Clube da Praia em 2010 pelas próximas cinco temporadas, tornando-se um dos jogadores mais velhos do clube que atuava. Naquela época, sua conquista foi o campeonato nacional de 2012, o nono e mais recente título do clube. Seus próximos dois sucessos foram títulos regionais conquistados em 2013 e 2014.
Defendeu a seleção de seu país na Copa das Nações Africanas de 2008.

## Estatísticas
| Seleção cabo-verdiana | Seleção cabo-verdiana | Seleção cabo-verdiana |
| Ano                   | Apps                  | Metas                 |
| --------------------- | --------------------- | --------------------- |
| 2007                  | 3                     | 0                     |
| Total                 | 3                     | 0                     |

Estatísticas precisas a partir da partida jogada em 9 de setembro de 2007